# 시카노번
시카노번(일본어: 鹿奴藩 しかのはん[*])은 돗토리번의 지번이다. 시카노번(鹿野藩), 돗토리 히가시다테 신덴번(鳥取東館新田藩)이라고도 한다. 하지만, 이 땅에는 이케다가가 전봉되기 이전의 영주인 카메이가에 의한 "시카노번"도 존재하고 있었기 때문에 혼동에 주의할 필요가 있다.

## 번의 역사
조쿄 2년 (1685년)에 돗토리번 번주 미츠나카가 신덴 2만 5천석을 차남 이케다 나카스미에게 주어 신덴 분지에 의한 분가가 된 것이 시초이다. 번청은 에도 시대 내내 돗토리에 놓였지만, 메이지 원년 (1868년) 12월 10일이 되어서야 시카노 진야 (鹿奴/鹿野陣屋. 같은 발음임. 현재 돗토리시 시카노)를 번청으로 했기 때문에 시카노번이라고도 불리게 되었다.
나카스미 시대의 만년인 겐로쿠 15년 (1702년) 윤8월 7일에 5천석이 가증되어 3만 석이 되었는데, 이는 본번으로부터 쿠라마이를 지급받는 형태였다. 번정 기구는 없는 것과 같았고, 본번에서 파견된 관리들이 실제 번 행정을 수행하고 있었다. 시카노번은 돗토리 이케다 본가가 단절되었을 때를 대비하기 위해 설치된 형식상의 번이었다고 해도 좋다. 실제로 돗토리번 3대 번주 이케다 요시야스와 10대 번주 이케다 요시유키는 시카노번주가 (히가시분치가)에서 온 양자번주이다.
9대 번주 나카타츠가 겐지 원년 (1864년) 6월 27일, 돗토리번 번주 요시노리와 교토 출병을 둘러싸고 대립하다가 죽음을 통하여 간언을 했다.
메이지 2년 (1869년)에 스스로 폐번해, 돗토리번에 흡수되었다. 번주 가문은 메이지 17년 (1884년), 자작이 되었다.

## 역대 번주
토자마 다이묘. 2만 5천석 → 3만 석
1. 이케다 나카스미
2. 이케다 나카테루
3. 이케다 나카츠네
4. 이케다 스미노부
5. 이케다 노부토시
6. 이케다 스미토키
7. 이케다 나카마사
8. 이케다 나카노리
9. 이케다 나카타츠
10. 이케다 노리즈미